# Copa de Francia de Fútbol 2008-09
La Copa de Francia 2008/2009 fue la edición número 92 de la copa del fútbol en Francia, la cual está abierta a todos los equipos del balompié francés, incluyendo a los departamentos de ultramar si logran clasificar. La final se jugó 9 de mayo de 2009 en el Stade de France. 
El 8 de julio, la Federación Francesa de Fútbol anunció el calendario para la Copa de Francia.

## Fechas
| Date                       | Event                                                                                |
| -------------------------- | ------------------------------------------------------------------------------------ |
| 21 de septiembre de 2008   | Los clubes de CFA 2 entran en competición (3.ª ronda).                               |
| 5 de octubre de 2008       | Los clubes de CFA entran en competición (4.ª ronda).                                 |
| 19 de octubre de 2008      | Los clubes del Championnat National entran en competición (5.ª ronda).               |
| 22-23 de noviembre de 2008 | Los clubes de la Ligue 2 entran en competición (7.ª ronda).                          |
| 3-4 de enero de 2009       | Los clubes de la Ligue 1 entran en competición (treintaidosavos de final, 9.ª ronda) |
| 24-25 de enero de 2009     | Dieciseisavos de final                                                               |
| 3-4 de marzo de 2009       | Octavos de final                                                                     |
| 17-18 de marzo de 2009     | Cuartos de final                                                                     |
| 21-22 de abril de 2009     | Semifinales                                                                          |
| 9 de mayo de 2009          | Final                                                                                |